# Phryneta aurocincta
Phryneta aurocincta är en skalbaggsart som först beskrevs av Guérin-Méneville 1832.  Phryneta aurocincta ingår i släktet Phryneta och familjen långhorningar.
Artens utbredningsområde är:
- Benin.
- Mali.
- Niger.
- Senegal.
- Sierra Leone.

Inga underarter finns listade i Catalogue of Life.